# Raoul de Ferier
Raoul de Ferrières, originariamente de Ferier (fl. 1200-1210), è stato un nobiluomo e troviero normanno.

## Biografia
Nacque nelle Ferrières in ciò che oggi è il dipartimento di Eure. Gli vengono attribuite un totale di undici chansons courtoises. 
Nel 1209, Raoul viene menzionato in una donazione fatta all'Abbazia di Noé. 
La più famosa delle canzoni di Raoul è senza dubbio Quant li rossignols jolis ("Quando gli usignuoli graziosi"), la quale è probabilmente la canzone che Johannes de Grocheo (1300 ca.) descrive come un cantus coronatus (incoronato, probabilmente nel senso che la canzone venne premiata in un agone poetico). Sfortunatamente, questa canzone viene ascritta al Chastelain de Couci in un altro manoscritto. Essa viene utilizzata come modello per l'anonima L'autrier m'iere rendormis. Musicalmente, inizia all'ottava superiore, per poi abbassarsi di tonalità, e si stabilisce sul centro tonale di Re. 
Tutte le melodie di Raoul, tra cui Quant li rossignols, sono registrate nella forma bar, salvo due versioni di Si sui du tout a fine Amour (possibilmente revisioni successive). Nessuna è documentata nella notazione mensurale. La maggior parte delle melodie sono nei modi di Re (autentico e plagale), ma tre sono nel modo di Sol autentico. Poeticamente, tutti tranne una, le composizioni di Raoul usano lo  schema metrico ABABBAAB e tutti i suoi lavori sono inoltre ottosillabici, con eccezioni eptasillabiche di Quant ivers a tel poissance e Quant li rossignols e i versi ottonari e settenari misti della contesa Quant il ne pert fueille ne flours.

## Lista di canzoni

### Lavori attribuiti
- Encore m'estuet il chanter
- Par force chant conme esbahis
- Quant ivers a tel poissance
- Quant je voi les vergiers florir
- Se j'ai chanté, ce poise moi
- Si sui du tout a fine Amour
- Une haute amour qui esprent

### Lavori dubbi
- J'ai oublié paine et travaus
- On ne peut pas a deus seigneurs servir
- Quant li rossignols jolis
- Quant il ne pert fueille ne flours

## Fonti
- (EN)  Karp, Theodore. "Raoul de Ferrières." Grove Music Online. Oxford Music Online. (url consultato il 20 settembre 2008).